# Pozo de Guadalajara
Pozo de Guadalajara település Spanyolországban, Guadalajara tartományban. Pozo de Guadalajara Guadalajara, Pioz, Santorcaz, Los Santos de la Humosa és Chiloeches községekkel határos. Lakosainak száma 1699 fő (2024).

## Népesség
A település népessége az utóbbi években az alábbiak szerint változott:
| Lakosok száma | 386  | 646  | 993  | 1314 | 1330 | 1255 | 1249 | 1303 | 1392 | 1699 |
|               | 2001 | 2004 | 2006 | 2009 | 2011 | 2014 | 2016 | 2019 | 2021 | 2024 |